# Cassola (Venetien)
Cassola (deutsch veraltet: Kassel, Wälsch-Cassel oder Welsch-Cassel) ist eine norditalienische Gemeinde (comune) mit 15.264 Einwohnern (Stand 31. Dezember 2023) in der Provinz Vicenza in Venetien. Die Gemeinde liegt etwa 27 Kilometer nordwestlich von Vicenza und etwa 3,5 Kilometer südöstlich von Bassano del Grappa. Die Gemeinde grenzt an die Provinz Treviso.

## Verkehr
Cassola liegt an der Strada Statale 47, die hier als Umgehungsstraße für die Stadt Bassano del Grappa dient. Der Bahnhof Cassola wird von Zügen auf der Bahnstrecke Trient–Venedig bedient. Beim Ortsteil Ca’ Mora gibt es einen kleinen Flugplatz (Aviosuperficie Cassola) für die Allgemeine Luftfahrt.

## Persönlichkeiten
- Gaetana Sterni (1827–1889), Ordensgründerin
- Anthony Chiminello (1938–2002), römisch-katholischer Geistlicher, Bischof von Keetmanshoop 1994–2002
- Federico Marchetti (* 1983), Fußballtorwart, in Cassola aufgewachsen